# Diyora Keldiyorova
Diyora Keldiyorova (13 de julho de 1998) é uma judoca uzbeque, medalhista de ouro olímpica.